# Курилов, Алексей Николаевич
Алексе́й Никола́евич Кури́лов (укр. Олексій Миколайович Курілов; род. 24 апреля 1988, Керчь, Крымская область) — украинский и российский футболист, нападающий.

## Биография

### Клубная карьера
Первым футбольным тренером был Павел Петрович Павленко. Свой путь в футболе начал в 9 лет. До этого особого внимания этому виду спорта не уделял. Когда появился шанс, поехал на просмотр в донецкий «Шахтёр». Тогда ему было 13 лет. В соревнованиях под эгидой ДЮФЛУ провёл 67 матчей, забил 10 мячей.
Поиграв за донецкий клуб 5 лет, получил серьёзную травму, пришлось делать операцию. Как раз тогда пришли нидерландские специалисты, а он пропустил 8 месяцев и только начал тренироваться. Тогда из трёх команд (дубль, «Шахтёр-2» и «Шахтёр-3») делали две команды, и 25 человек были выставлены на трансфер. Его вызвал голландец, объяснил ситуацию, сказал, что Курилов становится свободным агентом и может уходить из клуба.
Сразу из Донецка поехал на просмотр в «Динамо» (Москва), но там возникли сложности в финансовых вопросах с агентом. Затем поехал в «Сатурн», но там снова получил травму и вернулся домой. Потом получил предложение от харьковского «Металлист» приехать на просмотр. В октябре 2006 года перешёл в «Металлист». В чемпионате Украины дебютировал 11 ноября 2007 года в матче «Нефтяник-Укрнефть» — «Металлист» (0:2).
В период зимнего межсезонья 2009 года перешёл в клуб «Заря» (Луганск), за клуб в чемпионате Украины дебютировал 28 февраля 2009 года в матче «Металлург» (Запорожье) — «Заря» (2:1).
В июне 2012 года отправился на первый летний сбор вместе донецким «Шахтёром» в Австрию.
Летом 2014 года стал игроком запорожского «Металлурга». В июне 2015 года покинул «Металлург». В июле 2015 года подписал контракт с харьковским «Металлистом».
В марте 2016 года стал игроком карагандинского «Шахтёра». В июне 2016 года досрочно разорвал контракт с «Шахтёром» по семейным обстоятельствам. В июле 2016 года подписал контракт с воронежским «Факелом».
23 августа 2018 года стал игроком клуба «Кызылташ» выступающего в Премьер Лиге КФС
11 февраля 2019 года перешел в клуб «Слуцк». 3 июля того же года покинул «Слуцк». В сентябре 2019 года вернулся в «Кызылташ»

### Карьера в сборной
Провёл 20 матчей за юношеские сборные разных возрастных категорий. В молодёжной сборной дебютировал 17 ноября 2007 года в матче Украина — Лихтенштейн (5:0).